# Mohamed Helal Ali
Mohamed Helal Ali (ar. محمد هلال علي) – emiracki lekkoatleta (płotkarz), olimpijczyk.
Brał udział w Letnich Igrzyskach Olimpijskich 1984 w Los Angeles, gdzie uczestniczył w biegu eliminacyjnym na 110 m przez płotki. Jego wynik 15,75 s był najgorszym czasem w eliminacjach (startowało 26 zawodników). Wyprzedził tylko dwóch zawodników nieklasyfikowanych.
Rekord życiowy w biegu na 110 m przez płotki – 15,52 (1984).